# Rilpivirin
Rilpivirin (TMC278, zaščiteno ime Edurant) je zdravilo za zdravljenje okužbe z virusom HIV. Spada v skupino nenukleozidnih zaviralcev reverzne transkriptaze (NNRTI) druge generacije z višjo potentnostjo, daljšim razpolovnim časom in ugodnejšim profilom neželenih učinkov kot starejši NNRTI-ji, npr. efavirenz.

## Zgodovina
Rilpivirin je vstopil v klinične študije faze III aprila 2008, maja 2011 pa je pridobil dovoljenje za promet v ZDA. Zdravilo s kombinacijo fiksnih odmerkov rilpivirina ter emtricitabina in tenofovirja pod zaščitenim imenom Complera je ameriški Urad za prehrano in zdravila odobril avgusta 2011. Pod zaščitenim imenom Eviplera je bilo to zdravilo odobreno v državah Evropske zveze novembra 2011.

## Neželeni učinki
Najpogostejši neželeni učinki, ki se pojavijo pri več kot 1 na 10 bolnikov, so povečana koncentracija 
holesterola in LDL (lipoprotein majhne gostote) v krvi pri zaužitju na tešče, glavobol in povišane vrednosti aminotransferaz.